# Raoul Bushman
Raoul Bushman é um personagem fictício do universo Marvel e é o mais antigo inimigo de Marc Spector, o Cavaleiro da Lua. Também é conhecido como Roald Bushman. Sua primeira aparição foi em Moon Knight Vol.1 #1.

## Biografia do Personagem
Bushman era um mercenário que foi ao Sudão com Spector como seu ajudante. Bushman e seus homens foram pra cima do Dr. Peter Alraune e sua filha Marlene tentando matá-los e roubar o ouro egípcio descoberto por Alraune. Quando Spector, furioso pelo instinto assassino de Bushman, tenta salvar Alraune e sua filha, Bushman vence Spector quase o matando. Quando estava perto da morte, Spector encontra o espírito de Khonshu e se torna o Cavaleiro da Lua. Deste jeito Spector derrota Bushman e resgata os Alruanes e ouro egípcio descoberto.
Mais tarde, Bushman tenta se vingar de Spector. Ele se declara General e Presidente da República Africana de Burunda. Em sua campanha cultiva uma plantação da folha da coca (para produção de cocaína). Derrotado novamente pelo Cavaleiro da Lua, Bushman abandona seu cargo em Burunda. Novamente mais tarde, Bushman se encarrega do assassinato silencioso de embaixadores russos com a intenção de acabar com a Glasnost. Ele é derrotado pelo Cavaleiro da Lua e levado pela polícia.
Bushman é facilmente reconhecido pela tatuagem branca da máscara Cabeça da Morte em seu rosto e por dentes de metal que ele usa algumas vezes. Quando Bushman apareceu tentando assassinar os embaixadores russos, a tatuagem da Cabeça da Morte parecia ter sumido sobrando apenas um negro e evidente, manta em forma de raio em sua testa.
Na série Cavaleiro da Lua de 2006 por Charlie Huston, Bushman é quase morto pelo Cavaleiro da Lua depois de um brutal batalha sobre prédios. Em uma insana tentativa de por um fim, o Cavaleiro da Lua usa seus dardos em forma de lua crescente para rasgar a pele do rosto de Bushman e depois disso, Spector acredita em constantes visitas de Khonshu na forma do deformado Bushman para lembrá-lo de "seu grande trabalho".

## Poderes e habilidades
Bushman não tem poderes, mas ele é um especialista em guerrilha e altamente eficiente na utilização da maioria das armas convencionais e possue dentes feitos de metal, usados em combate corpo-a-corpo.